# Melitaea subtusocellata
Melitaea subtusocellata är en fjärilsart som beskrevs av Reverdin 1914. Melitaea subtusocellata ingår i släktet Melitaea och familjen praktfjärilar. Inga underarter finns listade i Catalogue of Life.